# Theuma longipes
Theuma longipes är en spindelart som beskrevs av Lawrence 1927. Theuma longipes ingår i släktet Theuma och familjen Prodidomidae.
Artens utbredningsområde är Namibia. Inga underarter finns listade i Catalogue of Life.